# Premi del Cinema Europeu al millor director
El Premi del Cinema Europeu al Millor Director és un guardó que s'atorga als Premis del Cinema Europeu anual per reconèixer un director que hagi exhibit una direcció destacada mentre treballava en una indústria cinematogràfica. El premi el lliura l'Acadèmia de Cinema Europeu (EFA) i es va lliurar per primera vegada el 1988 al director alemany Wim Wenders per Der Himmel über Berlin.
Michael Haneke és el director amb més victòries a la categoria amb tres, seguit de Pedro Almodóvar, Paolo Sorrentino i Paweł Pawlikowski, amb dues victòries cadascun. Almodóvar és el director més nominat amb sis nominacions al premi. La directora danesa Susanne Bier va ser la primera dona que va rebre el premi, guanyant per En un món millor el 2011.

## Guanyadors i nominats

### 1980s
| Any        | Guanyador i nominats | Títol                                |
| ---------- | -------------------- | ------------------------------------ |
| 1988 (1rs) | Wim Wenders          | Der Himmel über Berlin               |
| 1988 (1rs) | Terence Davies       | Distant Voices, Still Lives          |
| 1988 (1rs) | Manoel de Oliveira   | Os Canibais                          |
| 1988 (1rs) | Louis Malle          | Au revoir les enfants                |
| 1988 (1rs) | Serguei Paradjànov   | Ashik Kerib აშიკ-ქერიბი              |
| 1989 (2ns) | Géza Bereményi       | Eldorádó                             |
| 1989 (2ns) | Theo Angelopoulos    | Topio stin omichli'Τοπίο στην ομίχλη |
| 1989 (2ns) | Maciej Dejczer       | 300 mil do nieba                     |
| 1989 (2ns) | Vassili Pitxul       | Màlenkaia Vera/Ма́ленькая Ве́ра        |
| 1989 (2ns) | Jim Sheridan         | My Left Foot                         |

### 2000s
| Any         | Guanyador i nominats                  | Títol                                                             |                   |
| ----------- | ------------------------------------- | ----------------------------------------------------------------- | ----------------- |
| 2000 (13ns) | No es van atorgar                     | No es van atorgar                                                 | No es van atorgar |
| 2001 (14ns) | Jean-Pierre Jeunet                    | Amélie                                                            |                   |
| 2001 (14ns) | José Luis Garci                       | You're the one (una historia de entonces)                         |                   |
| 2001 (14ns) | Péter Gothár                          | Paszport                                                          |                   |
| 2001 (14ns) | Ermanno Olmi                          | Il mestiere delle armi                                            |                   |
| 2001 (14ns) | François Ozon                         | Sous le sable                                                     |                   |
| 2001 (14ns) | Éric Rohmer                           | L'Anglaise et le duc                                              |                   |
| 2002 (15ns) | Pedro Almodóvar                       | Hable con ella                                                    |                   |
| 2002 (15ns) | Marco Bellocchio                      | L'ora di religione                                                |                   |
| 2002 (15ns) | Andreas Dresen                        | Halbe Treppe                                                      |                   |
| 2002 (15ns) | Aki Kaurismäki                        | Mies vailla menneisyyttä                                          |                   |
| 2002 (15ns) | Mike Leigh                            | All or Nothing                                                    |                   |
| 2002 (15ns) | Ken Loach                             | Sweet Sixteen                                                     |                   |
| 2002 (15ns) | / Roman Polański                      | El pianista                                                       |                   |
| 2002 (15ns) | Aleksandr Sokúrov                     | Russki kovtxeg Русский ковчег                                     |                   |
| 2003 (16ns) | Lars von Trier                        | Dogville                                                          |                   |
| 2003 (16ns) | Wolfgang Becker                       | Good Bye, Lenin!                                                  |                   |
| 2003 (16ns) | Nuri Bilge Ceylan                     | Uzak                                                              |                   |
| 2003 (16ns) | Isabel Coixet                         | My Life Without Me                                                |                   |
| 2003 (16ns) | Marco Tullio Giordana                 | La meglio gioventù                                                |                   |
| 2003 (16ns) | Michael Winterbottom                  | In This World                                                     |                   |
| 2004 (17ns) | Alejandro Amenábar                    | Mar adentro                                                       |                   |
| 2004 (17ns) | / Fatih Akin                          | Gegen die Wand                                                    |                   |
| 2004 (17ns) | Pedro Almodóvar                       | La mala educación                                                 |                   |
| 2004 (17ns) | Theo Angelopoulos                     | Trilogia I: To Livadi pu dakrizi Τριλογία: Το λιβάδι που δακρύζει |                   |
| 2004 (17ns) | / Nimród Antal                        | Kontroll                                                          |                   |
| 2004 (17ns) | Agnès Jaoui                           | Com una imatge                                                    |                   |
| 2005 (18ns) | / Michael Haneke                      | Caché                                                             | Caché             |
| 2005 (18ns) | Susanne Bier                          | Brødre                                                            |                   |
| 2005 (18ns) | Roberto Faenza                        | Alla luce del sole                                                |                   |
| 2005 (18ns) | Álex de la Iglesia                    | Crimen Ferpecto                                                   |                   |
| 2005 (18ns) | Paweł Pawlikowski                     | My Summer of Love                                                 |                   |
| 2005 (18ns) | Cristi Puiu                           | La mort del senyor Lazarescu                                      |                   |
| 2005 (18ns) | Wim Wenders                           | Don't Come Knocking                                               |                   |
| 2006 (19ns) | Pedro Almodóvar                       | Volver                                                            |                   |
| 2006 (19ns) | Susanne Bier                          | Efter brylluppet                                                  |                   |
| 2006 (19ns) | Emanuele Crialese                     | Nuovomondo                                                        |                   |
| 2006 (19ns) | / Florian Henckel von Donnersmarck    | La vida dels altres                                               |                   |
| 2006 (19ns) | Ken Loach                             | The Wind That Shakes the Barley                                   |                   |
| 2006 (19ns) | Michael Winterbottom · Mat Whitecross | The Road to Guantanamo                                            |                   |
| 2007 (20ns) | Cristian Mungiu                       | 4 luni, 3 saptamini si 2 zile                                     |                   |
| 2007 (20ns) | / Fatih Akin                          | Auf der anderen Seite                                             |                   |
| 2007 (20ns) | Roy Andersson                         | Du levande                                                        |                   |
| 2007 (20ns) | Stephen Frears                        | La reina                                                          |                   |
| 2007 (20ns) | Kevin Macdonald                       | The Last King of Scotland                                         |                   |
| 2007 (20ns) | Giuseppe Tornatore                    | La sconosciuta                                                    |                   |
| 2008 (21ns) | Matteo Garrone                        | Gomorra                                                           |                   |
| 2008 (21ns) | Laurent Cantet                        | Entre les murs                                                    |                   |
| 2008 (21ns) | Andreas Dresen                        | Wolke neun                                                        |                   |
| 2008 (21ns) | Ari Folman                            | Vals im Bashir                                                    |                   |
| 2008 (21ns) | Steve McQueen                         | Hunger                                                            |                   |
| 2008 (21ns) | Paolo Sorrentino                      | Il divo                                                           |                   |
| 2009 (22ns) | / Michael Haneke                      | Das weiße Band                                                    |                   |
| 2009 (22ns) | Pedro Almodóvar                       | Los abrazos rotos                                                 |                   |
| 2009 (22ns) | Andrea Arnold                         | Fish Tank                                                         |                   |
| 2009 (22ns) | Jacques Audiard                       | Un profeta                                                        |                   |
| 2009 (22ns) | Danny Boyle                           | Slumdog Millionaire                                               |                   |
| 2009 (22ns) | Lars von Trier                        | Antichrist                                                        |                   |

### 2010s
| Any         | Guanyador i nominats                | Títol                                              |            |
| ----------- | ----------------------------------- | -------------------------------------------------- | ---------- |
| 2010 (23ns) | / Roman Polanski                    | L'escriptor                                        |            |
| 2010 (23ns) | Olivier Assayas                     | Carlos                                             |            |
| 2010 (23ns) | Semih Kaplanoğlu                    | Bal                                                |            |
| 2010 (23ns) | Samuel Maoz                         | Lebanon                                            |            |
| 2010 (23ns) | Paolo Virzì                         | La prima cosa bella                                |            |
| 2011 (24ns) | Susanne Bier                        | En un món millor                                   |            |
| 2011 (24ns) | Jean-Pierre Dardenne i Luc Dardenne | El nen de la bicicleta                             |            |
| 2011 (24ns) | Aki Kaurismäki                      | Le Havre                                           |            |
| 2011 (24ns) | Béla Tarr                           | El cavall de Torí                                  |            |
| 2011 (24ns) | Lars von Trier                      | Melancholia                                        |            |
| 2012 (25ns) | / Michael Haneke                    | Amor                                               |            |
| 2012 (25ns) | Nuri Bilge Ceylan                   | Bir Zamanlar Anadolu'da                            |            |
| 2012 (25ns) | Steve McQueen                       | Shame                                              |            |
| 2012 (25ns) | Thomas Vinterberg                   | Jagten                                             |            |
| 2012 (25ns) | Paolo i Vittorio Taviani            | Cèsar ha de morir                                  |            |
| 2013 (26ns) | Paolo Sorrentino                    | La grande bellezza                                 |            |
| 2013 (26ns) | Pablo Berger                        | Blancaneu                                          |            |
| 2013 (26ns) | Felix Van Groeningen                | Alabama Monroe                                     |            |
| 2013 (26ns) | / Abdellatif Kechiche               | La vida d'Adèle                                    |            |
| 2013 (26ns) | François Ozon                       | A la casa                                          |            |
| 2013 (26ns) | Giuseppe Tornatore                  | La migliore offerta                                |            |
| 2014 (27ns) | Paweł Pawlikowski                   | Ida                                                | Ida        |
| 2014 (27ns) | Nuri Bilge Ceylan                   | Kış Uykusu                                         |            |
| 2014 (27ns) | Steven Knight                       | Locke                                              |            |
| 2014 (27ns) | Ruben Östlund                       | Força major                                        |            |
| 2014 (27ns) | Paolo Virzì                         | Il capitale humano                                 |            |
| 2014 (27ns) | Andrei Zviàguintsev                 | Leviatan Левиафан                                  |            |
| 2015 (28ns) | Paolo Sorrentino                    | Youth - La giovinezza                              |            |
| 2015 (28ns) | Roy Andersson                       | En duva satt på en gren och funderade på tillvaron |            |
| 2015 (28ns) | Yorgos Lanthimos                    | Llagosta                                           |            |
| 2015 (28ns) | Nanni Moretti                       | Mia madre                                          |            |
| 2015 (28ns) | Sebastian Schipper                  | Victoria                                           |            |
| 2015 (28ns) | Małgorzata Szumowska                | Body/Ciało                                         |            |
| 2016 (29ns) | Maren Ade                           | Toni Erdmann                                       |            |
| 2016 (29ns) | Pedro Almodóvar                     | Julieta                                            |            |
| 2016 (29ns) | Ken Loach                           | I, Daniel Blake                                    |            |
| 2016 (29ns) | Cristian Mungiu                     | Els exàmens                                        |            |
| 2016 (29ns) | Paul Verhoeven                      | Elle                                               |            |
| 2017 (30ns) | Ruben Östlund                       | The Square                                         | The Square |
| 2017 (30ns) | Ildikó Enyedi                       | Teströl és lélekröl                                |            |
| 2017 (30ns) | Aki Kaurismäki                      | Toivon tuolla puolen                               |            |
| 2017 (30ns) | Yorgos Lanthimos                    | The Killing of a Sacred Deer                       |            |
| 2017 (30ns) | Andrei Zviàguintsev                 | Neliúbov Нелюбовь                                  |            |
| 2018 (31ns) | Paweł Pawlikowski                   | Zimna wojna                                        |            |
| 2018 (31ns) | / Ali Abbasi                        | Border                                             |            |
| 2018 (31ns) | Matteo Garrone                      | Dogman                                             |            |
| 2018 (31ns) | Samuel Maoz                         | Foxtrot פוֹקְסטְרוֹט                                   |            |
| 2018 (31ns) | Alice Rohrwacher                    | Lazzaro felice                                     |            |
| 2019 (32ns) | Yorgos Lanthimos                    | The Favourite                                      |            |
| 2019 (32ns) | Pedro Almodóvar                     | Dolor y gloria                                     |            |
| 2019 (32ns) | Marco Bellocchio                    | El traïdor                                         |            |
| 2019 (32ns) | / Roman Polanski                    | L'oficial i l'espia                                |            |
| 2019 (32ns) | Céline Sciamma                      | Retrat d'una dona en flames                        |            |

### 2020s
| Any               | Guanyador i nominats | Títol                                  |                     |
| ----------------- | -------------------- | -------------------------------------- | ------------------- |
| 2020 (33ns)       | Thomas Vinterberg    | Una altra ronda                        |                     |
| 2020 (33ns)       | Agnieszka Holland    | Šarlatán                               |                     |
| 2020 (33ns)       | Jan Komasa           | Boże Ciało                             |                     |
| 2020 (33ns)       | Pietro Marcello      | Martin Eden                            |                     |
| 2020 (33ns)       | François Ozon        | Été 85                                 |                     |
| 2020 (33ns)       | Maria Sødahl         | Hope                                   |                     |
| 2021 (34ns)       | Jasmila Žbanić       | Quo Vadis, Aida?                       |                     |
| 2021 (34ns)       | Radu Jude            | Babardeală cu bucluc sau porno balamuc |                     |
| 2021 (34ns)       | Florian Zeller       | El pare                                |                     |
| 2021 (34ns)       | Paolo Sorrentino     | È stata la mano di Dio                 |                     |
| 2021 (34ns)       | Julia Ducournau      | Titane                                 |                     |
| 2022 (35ns)       | Ruben Östlund        | Triangle of Sadness                    | Triangle of Sadness |
| 2022 (35ns)       | Lukas Dhont          | Close                                  |                     |
| 2022 (35ns)       | Marie Kreutzer       | L'emperadriu rebel                     |                     |
| 2022 (35ns)       | Jerzy Skolimowski    | Eo                                     |                     |
| 2022 (35ns)       | / Ali Abbasi         | Holy Spider                            |                     |
| 2022 (35ns)       | Alice Diop           | Saint Omer                             |                     |
| 2023 (36ns)       |                      |                                        |                     |
| Justine Triet     | Anatomie d'une chute |                                        |                     |
| Aki Kaurismäki    | Kuolleet lehdet      |                                        |                     |
| Agnieszka Holland | Zielona granica      |                                        |                     |
| Matteo Garrone    | Io capitano          |                                        |                     |
| Jonathan Glazer   | The Zone of Interest |                                        |                     |

## Més nominacions i premis

### Múltiples premis
| Premis | Director          |
| ------ | ----------------- |
| 3      | Michael Haneke    |
| 2      | Pedro Almodóvar   |
| 2      | Ruben Östlund     |
| 2      | Paweł Pawlikowski |
| 2      | Paolo Sorrentino  |

### Major nombre de nominacions
| Nominacions | Director             |
| ----------- | -------------------- |
| 6           | Pedro Almodóvar      |
| 4           | Paolo Sorrentino     |
| 3           | Susanne Bier         |
| 3           | Nuri Bilge Ceylan    |
| 3           | Michael Haneke       |
| 3           | Aki Kaurismäki       |
| 3           | Yorgos Lanthimos     |
| 3           | Ken Loach            |
| 3           | Ruben Östlund        |
| 3           | François Ozon        |
| 3           | Paweł Pawlikowski    |
| 3           | / Roman Polanski     |
| 3           | Lars Von Trier       |
| 2           | / Ali Abbasi         |
| 2           | / Fatih Akın         |
| 2           | Roy Andersson        |
| 2           | Theo Angelopoulos    |
| 2           | Marco Bellocchio     |
| 2           | Andreas Dresen       |
| 2           | Matteo Garrone       |
| 2           | Samuel Maoz          |
| 2           | Steve McQueen        |
| 2           | Cristian Mungiu      |
| 2           | Giuseppe Tornatore   |
| 2           | Thomas Vinterberg    |
| 2           | Paolo Virzì          |
| 2           | Wim Wenders          |
| 2           | Michael Winterbottom |
| 2           | Andrei Zviàguintsev  |